# アーサー・C・クラーク賞
アーサー・C・クラーク賞（アーサー・C・クラークしょう、Arthur C. Clarke Award）は、イギリスにおけるSF小説の文学賞である。「イギリスで最も名誉あるSF賞」と言われる。アーサー・C・クラーク財団賞（Arthur C. Clarke Foundation Awards）とは異なる。
前暦年にイギリスで刊行された英語のSF長編（翻訳を含む。イギリス国内で初刊行であれば、アメリカなど他国で刊行済の作品も対象となる）のうち、最も優れている作品に与えられる。
SF作家アーサー・C・クラークの寄付に基づき、1987年に発足した。受賞者にはブックエンドと賞金が贈られる。賞金額は2000年までは1000ポンドで、2001年以降はその年と同額（2018年は2018ポンド）となっている。
最終候補作6編と受賞作の選出は、英国SF協会をはじめとする3団体から選ばれた人々が構成する選考委員会が行う。候補となる作品は、イギリス国内の出版社が提出するリスト（2016年からは個人出版者による提出も認められた）の中から選ばれる。選考委員と主催団体は、提出してほしい作品を呼びかけることもできる。
第31回（2018年）までに125人の著者がノミネートされ、受賞者は27人いる。複数回受賞者はチャイナ・ミエヴィル（3回）、パット・キャディガンとジェフ・ライマン（2回）の3人。ノミネート回数ではスティーヴン・バクスターとギネス・ジョーンズ（7回）が最多であり、以下ニール・スティーヴンスン、ケン・マクラウド、キム・スタンリー・ロビンソン（6回）が続く。

## 受賞作一覧
本賞の年度表記は受賞年を基準としている（刊行年はその前年となる）。
| 受賞年 | 作品名                                                           | 作者名                           |
| ------ | ---------------------------------------------------------------- | -------------------------------- |
| 1987年 | 『侍女の物語』The Handmaid's Tale                                | マーガレット・アトウッド         |
| 1988年 | 『沈みゆく塔』Drowning Towers                                    | ジョージ・ターナー               |
| 1989年 | 『消えない火』Unquenchable Fire                                  | レイチェル・ポラック             |
| 1990年 | The Child Garden                                                 | ジェフ・ライマン                 |
| 1991年 | Take Back Plenty                                                 | コリン・グリーンランド           |
| 1992年 | Synners                                                          | パット・キャディガン             |
| 1993年 | Body of Glass                                                    | マージ・ピアシー                 |
| 1994年 | 『ヴァート』Vurt                                                 | ジェフ・ヌーン                   |
| 1995年 | Fools                                                            | パット・キャディガン             |
| 1996年 | 『フェアリイ・ランド』Fairyland                                  | ポール・J・マコーリイ            |
| 1997年 | 『カルカッタ染色体』The Calcutta Chromosome                      | アミタヴ・ゴーシュ               |
| 1998年 | The Sparrow                                                      | メアリ・ドリア・ラッセル         |
| 1999年 | 『ドリーミング・イン・スモーク』Dreaming in Smoke                | トリシア・サリバン               |
| 2000年 | Distraction                                                      | ブルース・スターリング           |
| 2001年 | 『ペルディード・ストリート・ステーション』Perdido Street Station | チャイナ・ミエヴィル             |
| 2002年 | Bold as Love                                                     | ギネス・ジョーンズ               |
| 2003年 | 『双生児』The Separation                                         | クリストファー・プリースト       |
| 2004年 | Quicksilver                                                      | ニール・スティーヴンスン         |
| 2005年 | Iron Council                                                     | チャイナ・ミエヴィル             |
| 2006年 | 『エア』Air                                                      | ジェフ・ライマン                 |
| 2007年 | Nova Swing                                                       | M・ジョン・ハリスン              |
| 2008年 | Black Man                                                        | リチャード・モーガン             |
| 2009年 | Song of Time                                                     | イアン・R・マクラウド            |
| 2010年 | 『都市と都市』The City and the City                              | チャイナ・ミエヴィル             |
| 2011年 | 『ZOO CITY』Zoo City                                             | ローレン・ビュークス             |
| 2012年 | 『世界を変える日に』The Testament of Jessie Lamb                 | ジェイン・ロジャーズ             |
| 2013年 | Dark Eden                                                        | クリス・ベケット                 |
| 2014年 | 『叛逆航路』Ancillary Justice                                    | アン・レッキー                   |
| 2015年 | 『ステーション・イレブン』Station Eleven                         | エミリー・セントジョン・マンデル |
| 2016年 | 『時の子供たち』Children of Time                                 | エイドリアン・チャイコフスキー   |
| 2017年 | 『地下鉄道』The Underground Railroad                             | コルソン・ホワイトヘッド         |
| 2018年 | Dreams Before the Start of Time                                  | アン・チャーノック               |
| 2019年 | Rosewater                                                        | テイド・トンプソン               |
| 2020年 | The Old Drift                                                    | ナムワリ・サーペル               |
| 2021年 | The Animals in that Country                                      | ローラ・ジーン・マッケイ         |
| 2022年 | Deep Wheel Orcadia                                               | Harry Josephine Giles            |
| 2023年 | Venomous Lumpsucker                                              | Ned Beauman                      |
| 2024年 | In Ascension                                                     | Martin MacInnes                  |
| 2025年 | Annie Bot                                                        | Sierra Greer                     |